# ألفرد دوبلن
ألفرد دوبلن (بالألمانية: Alfred Döblin)، طبيب روائي وكاتب مقالات ألماني، اشتهر ألفرد دوبلن بروايته «ميدان ألكسندر في برلين» (Berlin Alexanderplatz، 1929)، وهو كاتب غزير الإنتاج تعددت أساليبه، وامتد انتاجه إلى نصف قرن، واضطلع في عدد كبير من الحركات الأدبية الألمانية. يعد ألفرد دوبلن واحداً من أهم الشخصيات في حركة الحداثة في الأدب الألماني. تتكون أعمال دوبلن الكاملة من أكثر من اثني عشر رواية تتراوح أنواعها بين الروايات التاريخية إلى روايات الخيال العلمي وإلى تلك التي تتحدث عن المدن الحديثة، إضافة إلى الرواية فقد كتب دوبلن عدد من المسرحيات الإذاعية والمسرحيات السينمائية، كتابين فلسفيين، وعشرات من المقالات في السياسة والدين والفن والمجتمع، نُشرت الأعمال الكاملة لدوبلن في أكثر من ثلاثين مجلد. أول رواياته المنشورة «قفزات فانج لون الثلاث» (Die drei Sprünge des Wang-lung) ظهرت في عام 1915، ونُشرت روايته الأخيرة «هاملت أو نهاية الليل الطويل» (Hamlet oder Die lange Nacht nimmt ein Ende) في 1956 قبل عام واحد من وفاته.
ولد دوبلن في شيتشين في محيط يهودي، وانتقل إلى برلين مع أمه وأشقائه عندما كان عمره عشر سنوات بعدما تخلى والده عنهم. وعاش هناك لما يقرب الخمسة والأربعين سنة المقبلة، تعامل في هذه الفترة مع عدد من الشخصيات الأدبية الرئيسية قبل الحرب وتأثر بالمشهد الثقافي في جمهورية فايمار، مثله في ذلك أدباء ألمان آخرون مثل توماس مان وبرتولت برشت. بعد سنوات قليلة فقط من نشره لرواية ألكسندر في برلين وما صاحب ذلك من شهرة أدبية اضطر دوبلن إلى ترك وطنه الأم ألمانيا بسبب صعود النازية إلى سدة الحكم، فهاجر إلى فرنسا واستقر هناك في الفترة من 1933 حتى 1940، ثم اضطر مرة أخرى إلى الهجرة في بداية الحرب العالمية الثانية إلى لوس أنجلوس في الولايات المتحدة، حيث اعتنق هناك الكاثوليكية. بعد الحرب انتقل دوبلن إلى ألمانيا الغربية ولكنه سرعان ما عاد إلى فرنسا. في سنواته الأخيرة عانى دوبلن من سوء حالته الصحية والصعوبات المالية، واستقبلت أعماله الأدبية في تلك الفترة بشيء من الإهمال.
على الرغم من النجاح الكبير لرواية ألكسندر في برلين، لم تكن لدوبلن شهرة لدى القراء تُقارن بشهرة أدباء ألمان آخرون في تلك الفترة مثل توماس مان برتولت بريشت أو فرانز كافكا، وكانت تتعرض أعماله للانتقاد كثيراً في العقود الأخيرة من حياته.

## حياته

### نشأته
ولد برونو ألفريد دوبلين في 10 أغسطس 1878 في منزل في بولفيرك 37 في شتيتين وهي مدينة ساحلية ضمن ما كان آنذاك مقاطعة بوميرانيا. كان الرابع من بين خمسة أطفال ولدوا لماكس دوبلين (1846–1921) وهو حائك من بوزنان، وصوفي دوبلين (1844-1920)، فرويدنهايم قبل الزواج، وهي ابنة تاجر. وكان شقيقه الأكبر الممثل هوغو دوبلين. تميز زواج والديه بتوتر بين اهتمامات ماكس الفنية المتعددة التي يعزو إليها دوبلن فيما بعد الميول الفنية لديه ولدى أشقائه، وبين براغماتية صوفي المُستحسنة. كانت أسرة دوبلن من اليهود المستوعبين وأصبح ألفرد على اطلاع على معاداة السامية المجتمعية الواسعة في مرحلة مبكرة من حياته.
انفصل والداه عام 1888 عندما هرب والده ماكس دوبلن مع هنريتتا تساندر، وهي خياطة تصغره عشرين عامًا، وانتقلا معًا إلى أمريكا لبدء حياة جديدة. كانت خسارة الأب حدثًا مركزيًا في طفولته أثر في في حياته. بعد ذلك بوقت قصير، في أكتوبر 1888، انتقل مع أمه وإخوته إلى برلين واستقروا في شقة رثة صغيرة على شارع بلومنشتراسيه في حي عمالي. في أبريل 1889 عاد والده مفلسًا من أمريكا وانتقلت العائلة إلى هامبورغ، ولكن سرعان ما انفصل عن العائلة عندما تبين أنه أعاد عشيقته معه وكان يعيش حياةً مزدوجة، وعادت الوالدة والأطفال إلى برلين في سبتمبر 1889.
عانى دوبلن من الشعور بدنو المكانة الاجتماعية ومن تجارب قاسية في المدرسة، ومع أنه كان طالبًا جيدًا منذ البدايات، بدأ أداؤه المدرسي يتراجع وهو في من عامه الرابع في المدرسة الثانوية، كما دفعته ميوله المعارضة لتقاليد النظام الأبوي الصارمة والنظام العسكري التعليمي البروسي إلى التمرد على معلميه. ولكن على الرغم من كرهه للمدرسة، لكن دوبلن غدا في وقت مبكر كاتبًا وقارئًا شغوفًا ويعد سبينوزا، شوبنهاور، نيتشه، هاينريش فون كلايست، فريدرش هولدرلين وفيودور دوستويفسكي من أوائل المؤلفين الذين أثروا به. كتب روايته الأولى، رشنج سيدس، قبل أن يتخرج من المدرسة وأرسل نسخة إلى الناقد والفيلسوف البارز فريتز ماوتنر الذي أعادها بعد بضعة أيام. ومع ذلك، ورغبةً منه في إبقاء ميوله الفنية سرًا عن والدته، أرسل دوبلن المخطوطة تحت اسم مستعار، ولم يتمكن من استردادها في مكتب البريد؛ وبالتالي كان عليه إعادة كتابتها بالكامل لاحقًا.

### 1900–1914: سنوات الجامعة وبداياته المهنية
بعد حيازته شهادة المدرسة الثانوية عام 1900، التحق دوبلين بجامعة فريدريش فيلهلم (جامعة هومبولت في برلين حاليًا) وبدأ في دراسة الطب العام. في مايو 1904 انتقل إلى فرايبورغ إم برايسغاو لمواصلة دراساته، مع التركيز على علم الأعصاب والطب النفسي. بدأ بالعمل على أطروحته («اضطرابات الذاكرة في متلازمة كورساكوف») في الفصل الشتوي من 1904-1905 في عيادة الطب النفسي في فرايبورغ. نُشرت أطروحته، التي اكتملت عام 1905، في ذلك العام من قبل كليت فيرلاغ في برلين. تقدم بطلب للحصول على مساعدة في برلين وفي شتيتن، ورُفض طلبه بسبب أصوله اليهودية على ما يبدو، وذلك قبل توليه منصبًا قصير الأمد كطبيب مساعد في قاعدة لجوء إقليمي في ريغينسبورغ.

## أعماله
- مقتل زهرة صفراء «Die Ermordung einer Butterblume und andere Erzählungen» (قصص قصيرة 1913).
- قفزات فانج-لون الثلاث «Die drei Sprünge des Wang-lun» (رواية 1915)
- فالنشتاين «Wallenstein» (رواية 1920).
- جبال بحار وعمالقة «Berge Meere und Giganten» (رواية 1924).
- ميدان ألكسندر في برلين «Berlin Alexanderplatz» (رواية 1929).
- رحلة القدر. تقرير واعتراف (1949) «Schicksalsreise. Bericht und Bekenntnis»
- نوفمبر 1918. قصة ثورة ألمانية «November 1918. Ein deutsche Revolution» (ثلاثية 1948-1950).
- هاملت أو نهاية الليل الطويل «Hamlet oder Die lange Nacht» (رواية 1956).

## ترجمات إلى العربية
- برلين - ساحة ألكسندر، ترجمة صلاح حاتم، وزارة الثقافة/الهيئة السورية العامة للكتاب، دمشق، 2022

## وصلات خارجية
- ألفرد دوبلن على موقع IMDb (الإنجليزية)
- ألفرد دوبلن على موقع الموسوعة البريطانية (الإنجليزية)
- ألفرد دوبلن على موقع مونزينجر (الألمانية)
- ألفرد دوبلن على موقع ألو سيني (الفرنسية)
- ألفرد دوبلن على موقع ميوزك برينز (الإنجليزية)
- ألفرد دوبلن على موقع أول موفي (الإنجليزية)
- ألفرد دوبلن على موقع قاعدة بيانات الأفلام السويدية (السويدية)
- ألفرد دوبلن على موقع إن إن دي بي (الإنجليزية)
- ألفرد دوبلن على موقع ديسكوغز (الإنجليزية)
- ألفرد دوبلن على موقع قاعدة بيانات الفيلم (الإنجليزية)

- أعمال بواسطة ألفرد دوبلن على أرشيف الإنترنت.
- أعمال بواسطة ألفرد دوبلن على مشروع جوتنبرج.
- "Alfred+Döblin"&safe=high أعمال بواسطة ألفرد دوبلن على كتب جوجل.
- ألفرد دوبلن، على Freebase